# Monah
Monah (lat. monachus < grč. monakhós: sam, jedini), muška osoba koja se zavjetima vezuje i potpuno predaje monaštvu. U pravoslavnoj crkvi svi su redovnici monasi (kaluđeri, inoci), u zapadnoj samo neki (benediktinci, cisterciti, kamaldolijanci, kartuzijanci, silvestrini, olivetani, trapisti, valambrozanci, ženski ogranci kontemplativnih redova i bosonoge Karmelićanke ). Žena monahinja. (HER)

## Vanjske poveznice
- Benediktinci.hr – Monaštvo  Arhivirana inačica izvorne stranice od 16. listopada 2014. (Wayback Machine)